# باغبانی در بستر برجسته

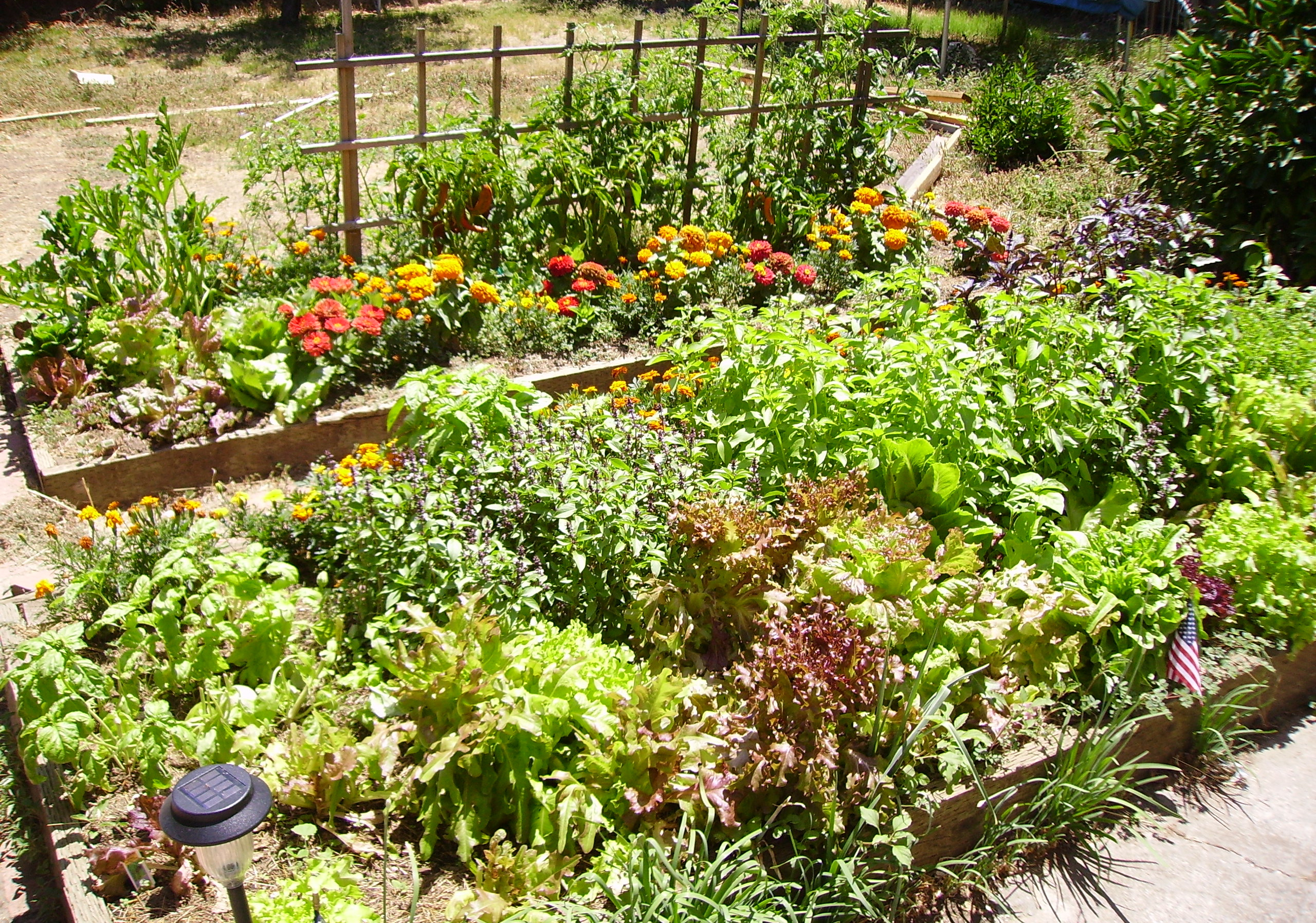
باغچه برجسته از کاهو، گوجه‌فرنگی، ریحان، جعفری، گل آهاری، تره سیر و کدوی سبز

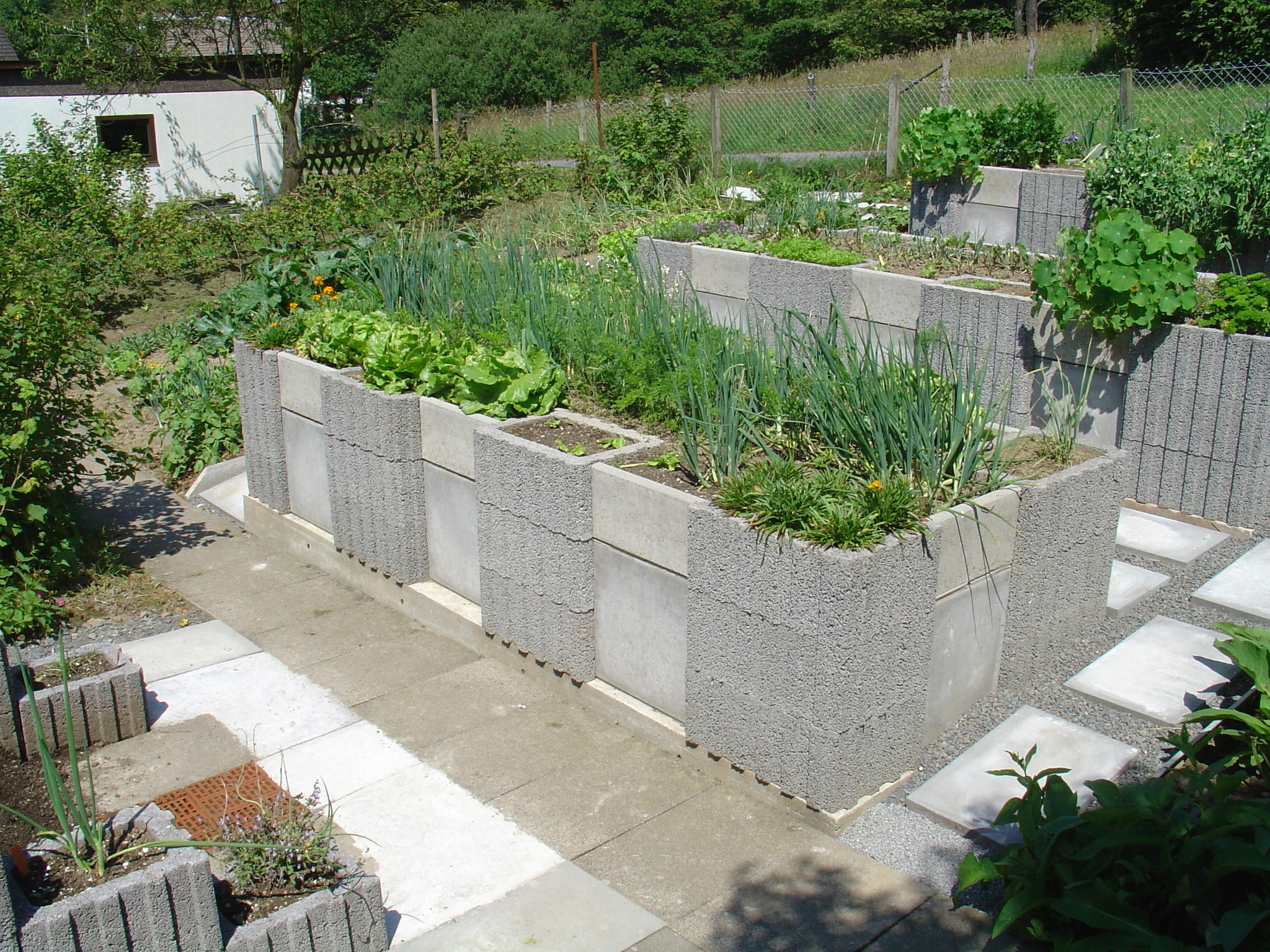
باغبانی در بستر برجسته

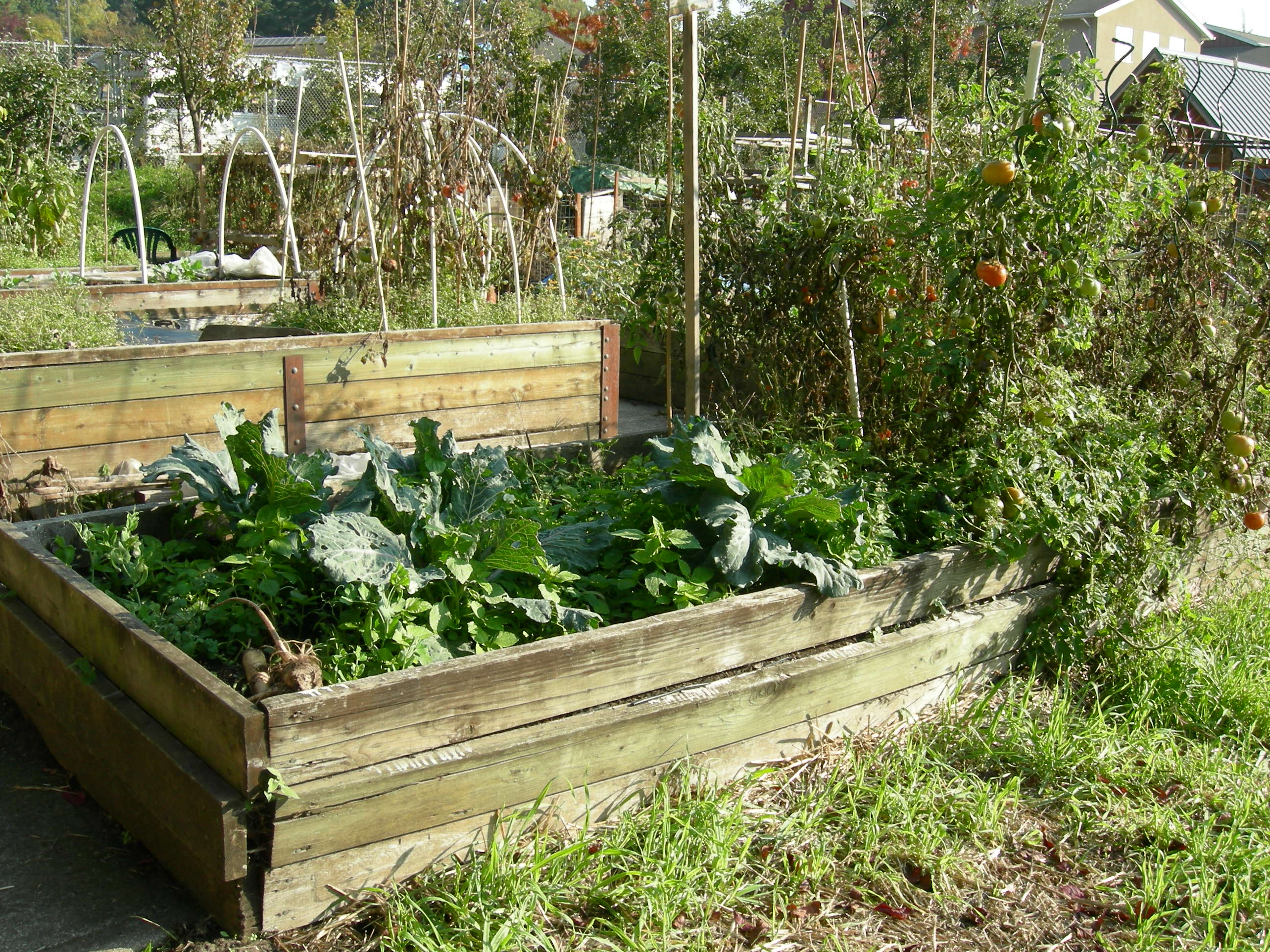
مزرعه پیکاردو، محله ودگوود، سیاتل، واشینگتن: یک باغ عمومی برای جامعه محلی با بسترهای برجسته برای باغبانی افرادی با ناتوانی جسمی

باغبانی در بستر برجسته (به انگلیسی: Raised-bed gardening) گونه‌ای از باغبانی است که در آن بستر کشت (منطقه کاشت ریشه) در ۱–۱٫۲ متری زمین بوده و می‌تواند با هر شکل یا طولی باشد. خاک بستر کشت بالاتر از سطح خاکِ اطراف، مرتفع شده‌است و گاهی توسط یک قاب چوبی، سنگی یا با بلوک‌های بتنی محصور می‌شود و خاک آن را با کمپوست غنی می‌کنند. در باغبانی در بستر برجسته گونه‌های گوناگون گیاهان را در الگوهای هندسی منظم می‌کارند و معمولاً فاصله بین گیاهان کمتر از چیزی است که در باغبانی در زمین باز رایج است. فاصله‌ها به شکلی تنظیم می‌شود که وقتی گیاهان کامل رشد کردند، برگ‌های آن‌ها تنها کمی با یک دیگر تماس بگیرند و از این محیط زیست برای رشد علف هرز درست نشود و همچنین رطوبتِ خاک حفظ شود. روش بستر برجسته مزایای مختلفی دارد: فصل کاشت را گسترش می‌دهد، اگر به درستی کاشته و طراحی شود می‌تواند باعث کاهش علف‌های هرز شود و نیاز به این که خاک منطقه با کیفیت باشد را از بین می‌برد زیرا که نیازی به استفاده از خاک محل نیست و می‌توان خاکِ بهتری را به‌کار برد. از سوی دیگر از آن جا که باغبانان بر روی بستر برجسته راه نمی‌رود خاک فشرده نشده که به رشد آسان‌تر ریشه و رسیدن اکسیژن مناسب به ریشه‌ها می‌شود. فواصل نزدیک کاشت و استفاده از کمپوست بازده بیشتری در مقایسه با روش‌های متدوال باغبانی دارد. همچنین بستر برجسته اجازه می‌دهد که افراد مسن و معلول جسمی که تمایل به رشد گیاهان دارند بتوانند بدون نیاز به خم شدن این امکان را انجام دهند.

## بررسی کلی
بسترهای برجسته خود وامدار به توسعه سیستم‌های کشاورزی پیچیده‌ای است که از بسیاری از اصول و روش‌های کشاورزی دائمی استفاده می‌کند؛ که می‌توان به‌طور مؤثر برای کنترل فرسایش و بازیافت و حفظ آب و مواد مغذی را با ساخت آن‌ها در امتداد خطوط تراز در دامنه از آن‌ها استفاده کرد. [۳] همچنین باعث می‌شود فضای بیشتری برای تولید محصول متراکم در دسترس باشد. [۲] آن‌ها را می‌توان در مناطق بزرگ با استفاده از چندین تراکتور که معمولاً در دسترس هستند و به‌طور مؤثری در کاشت، داشت و برداشت با استفاده از ابزار دستی، ساخت.
این روش باغبانی سازگار با باغبانی در محل‌های کوچک است و اجازه می‌دهد که با همکاری افراد محلی و دوستان و نزدیکان به باغبانی بپردازیم. بستر برجسته دایره‌ای با یک مسیر به مرکز (یک تکه از دایره را برش دادن) باغ سوراخ کلید نامیده می‌شود. [۵] اغلب در این مرکز یک آبراه از انواع ساخته شده با چوب که بعد از آن با کیسه‌های نخی یا چمن اندود شده‌است، قرار دارد که اجازه می‌دهد آبی که در مرکز قرار گرفته جذب خاک شود و به ریشه گیاهان برسد.

### مصالح و ساخت و ساز
مصالح ساختمانی بستر گیاهان باید به دقت انتخاب شده‌است. برخی معضل‌هایی در مورد استفاده از چوب فشرده شده وجود دارد. چوب کاجی که با استفاده از آرسنات مس کرومی یا CCA که ترکیب شیمیایی سمی است و برای حفظ و افزودن بر عمر چوب است به کار می‌رود اندود شده باشد، ممکن است مواد شیمیایی آن تدریجاً به خاک منتقل و در نهایت به خود گیاهان برسد که معضلی برای تولیدکنندگان گیاهانی است که در آن تمام یا قسمتی که از گیاه خورده می‌شود. اگر از الوار چوب به منظور ارتفاع دادن به بستر استفاده می‌شود، مطمئن شده که الوار بدون محافظ باشد. چوب جنگلی از خطر رسوب مواد شیمیایی به داخل خاک جلوگیری می‌کند. یک روش متدوال استفاده از الوارها، و پیوست با میله‌های فولادی است که آن‌ها را با همدیگر نگه می‌دارد. روش دیگر، استفاده از بلوک‌های بتنی است که اگر چه کمتر زیبا و دلنشین است ولی منبع ارزان وکاربرد آسان است. در بازار نیز بسترهای برجسته از پیش ساخته وجود دارد که از پلی اتیلن طولانی مدت است که UV تثبیت کننده و درجه مواد غذایی باعث می‌شود مواد شیمیایی نامطلوب در خاک رسوخ نکند و عناصر کاهش پیدا نمی‌کند. دیوار دو جداره یک کیسه هوایی عایق ایجاد می‌کند که موجب به حداقل رساندن نوسانات درجه حرارت و خشک شدن خاک بستر باغچه می‌شود.

## جستارهای وابسته

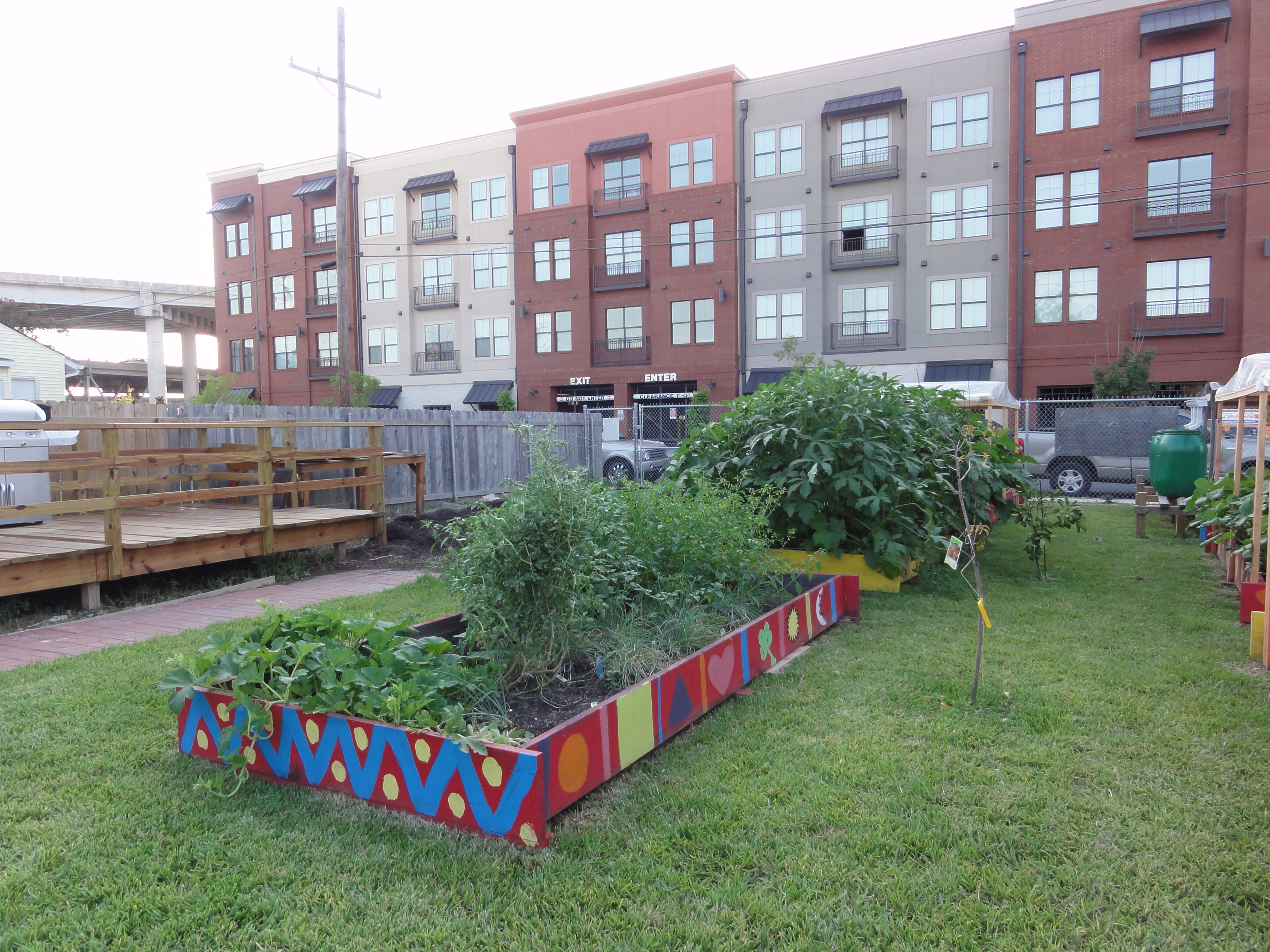
Raised garden beds with painted wooden edgings at Wise Words Community Garden in Mid-City, New Orleans